# Carrie & Lowell
Carrie & Lowell은 미국의 음악가 수프얀 스티븐스의 7번째 정규 음반이다. 전자 음악이 주로 이루어졌던 전작 The Age of Adz와는 다르게 이 음반은 악기들을 중점으로 구성되어 있는 인디 포크 장르가 주가 되며, NPR에서 발매 1주일 전 프리뷰로 제공되기도 했다.
이 작품은 메타크리틱에서 5집 Illinois와 동률이자 스티븐스의 최고 평점인 90점을 받는 등 평단에서 상당한 호평을 받았다.
이 음반은 스티븐스의 어머니인 캐리 (Carrie)의 죽음에 영향을 받아 만들어졌다고 한다. 음반 커버는 스티븐스의 어머니 캐리와 그녀의 두번째 남편이었던 로웰 브람스 (Lowell Brams)와 찍은 사진이다.

## 배경
스티븐스의 친아버지인 라시드와 친어머니 캐리는 총 7년 동안 결혼 생활을 이어 오다가 스티븐스가 한 살이 되던 1976년에 이혼하였고, 캐리는 집을 떠나게 되었다. 이후 캐리는 1980년대 초 로웰 브램스와 재혼하였고 총 5년을 살다가 갈라지게 되었다. 우울증, 조현병, 알코올 중독을 앓고 있었던 캐리는 재혼 후 끊었던 자식과의 연락을 다시 취하였고, 총 세 번의 여름을 함께 보냈다. 재이혼 후 캐리는 다시 스티븐스와의 연락을 끊게 되었지만, 브램스는 스티븐스와 끊임없이 교류하였다. 밥 딜런을 소개시켜주거나, 키보드, 녹음기를 사주기도 하였으며, 1999년에는 스티븐스와 함께 레이블 애스매틱 키티를 공동으로 설립하기도 하였다. 스티븐스는 캐리와 관련된 기억이 많지 않았고, 이를 "캐리라는 신화와 항상 이상한 관계를 맺어왔다"고 표현하였다. 2012년 12월, 캐리는 위암으로 사망하였다.
한편 2009년 10월, 가디언과의 인터뷰에서 스티븐스는 각각 2003년과 2005년에 걸쳐 발표하였던 “Michigan”과 “Illinois” 및 50주 프로젝트가 진지하게 완성하려고 했던 것이 아닌 홍보를 위한 농담이었다고 말하였다. 또한 다른 인터뷰에서는 콘셉트 음반에 대하여 "나는 이런 웅장한 시도에 지쳤다. 음악을 만들며 나오는 즐거움을 얻기 위해 음악을 작업하고 싶다"고 이야기하였다. 스티븐스의 다음 정규 음반인 “The Age of Adz”는 실험적인 전자 음악 장르로 발매되었다.

## 트랙 리스트
전체 작사·작곡: 수프얀 스티븐스
| #            | 제목                                    | 재생 시간 |
| ------------ | --------------------------------------- | --------- |
| 1.           | 〈Death with Dignity〉                  | 3:59      |
| 2.           | 〈Should Have Known Better〉            | 5:07      |
| 3.           | 〈All of Me Wants All of You〉          | 3:41      |
| 4.           | 〈Drawn to the Blood〉                  | 3:18      |
| 5.           | 〈Eugene〉                              | 2:26      |
| 6.           | 〈Fourth of July〉                      | 4:39      |
| 7.           | 〈The Only Thing〉                      | 4:44      |
| 8.           | 〈Carrie & Lowell〉                     | 3:14      |
| 9.           | 〈John My Beloved〉                     | 5:04      |
| 10.          | 〈No Shade in the Shadow of The Cross〉 | 2:40      |
| 11.          | 〈Blue Bucket of Gold〉                 | 4:45      |
| 총 재생 시간 | 총 재생 시간                            | 43:37     |

## 참여진
크레딧은 “Carrie & Lowell”의 라이너 노트에서 발췌하였다.
| 음악 - 수프얀 스티븐스 - 케이시 푸버트 - 로라 베어스 - 네델 토리시 - 션 케리 - 벤 레스터 - 토머스 바틀렛 | 기술 - 조시 보나티 – 마스터링 - 수프얀 스티븐스 – 믹싱 - 토머스 바틀렛 – 믹싱 - 팻 딜렛 – 믹싱 - 터커 마틴 – 엔지니어링 - 채드 코펠린 – 엔지니어링 - 재러드 에반스 – 엔지니어링 - 브라이언 조셉 – 엔지니어링 |